# Linum campanulatum
Linum campanulatum   es una planta fanerógama de la familia de las lináceas.

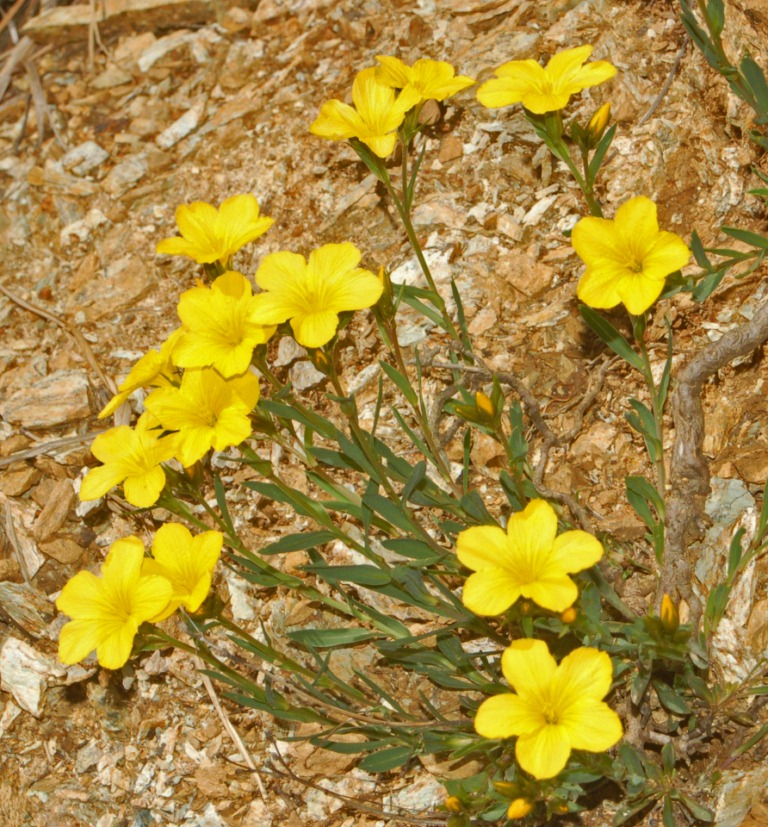
Flores

## Descripción
Planta  de 15-25 cm de altura, de base leñosa, glabra, con numerosos brotes que crecen inclinados, ramificados. Hojas alternas, espatuladas lanceoladas, uninervadas, de hasta 4 cm de largo y 1 cm de ancho, planas de márgenes enteros. Flores relativamente grandes, de hasta 3 cm de ancho, radiadas en inflorescencias terminales, umbeladas, de 3-5 flores. 5 sépalos, libres, trinervados, puntiagudos, alargados en el período de fructificación y que superan la cápsula. 5 pétalos, libres, de 2,5-3,5 cm de largo, amarillos, oblongo ovalados, con una uña larga. 5 estambres, entre los cuales se hallan 5 dientes cortos, soldados por la base. Ovario súpero, con 5 estilos. Fruto en cápsula con 10 compartimentos, puntiaguda. Muchas semillas.

## Hábitat
Lugares rocosos, en serpentina.

## Distribución
En el Mediterráneo occidental. Desde España hasta el noroeste de Italia

## Taxonomía
Linum campanulatum fue descrita por Carlos Linneo y publicado en Sp. Pl. 280 1753.
Etimología
Linum: nombre genérico que deriva de la palabra griega: "linum" = "lino" utilizado por Teofrasto.
campanulatum: epíteto latíno que significa "con forma de campana"
Sinonimia
- Xantholinum campanulatum (L.) Rchb.[5]